# Paracymbiomma pepita
Espèce
Paracymbiomma pepita est une espèce d'araignées aranéomorphes de la famille des Prodidomidae.

## Distribution
Cette espèce est endémique du Pará au Brésil,. Elle se rencontre à Curionópolis dans une grotte.

## Description
Le mâle holotype mesure 2,19 mm et la femelle paratype 2,26 mm.
Cette araignée possède des yeux réduits et est dépigmentée.

## Systématique et taxinomie
Cette espèce a été décrit par Cizauskas, Brescovit, Rodrigues et Rheims en 2024.

## Publication originale
(juin 2024).
- Cizauskas, Brescovit, Rodrigues & Rheims, 2024 : « Description of the female of P. pauferrense Rodrigues, Cizauskas & Rheims, 2018 and three new species of Paracymbiomma Rodrigues, Cizauskas & Rheims, 2018 (Araneae: Prodidomidae) from Brazil. » Zootaxa, no 5474(3), p. 271-291.